# Antonio Maura

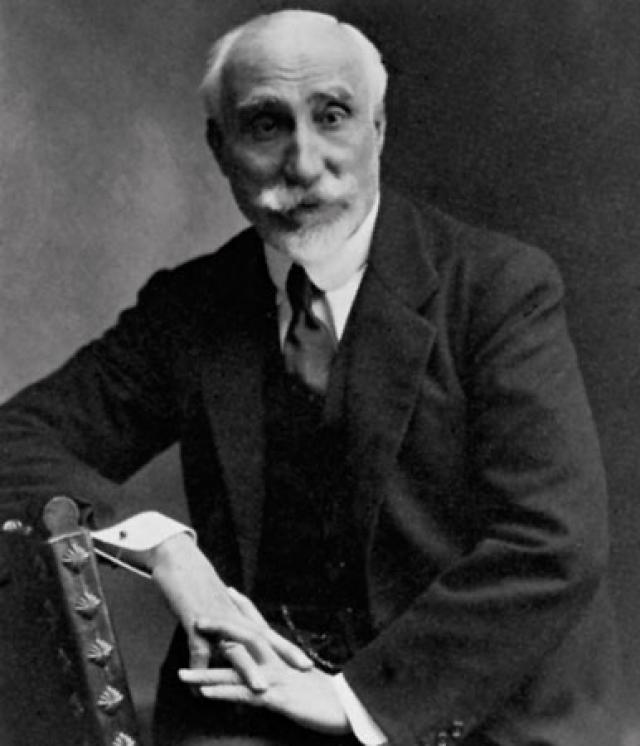
Antonio Maura.

Antonio Maura y Montaner, född den 2 maj 1853 i Palma de Mallorca, död den 13 december 1925 i Torrelodones nära Madrid, var en spansk politiker.

## Biografi
Maura gjorde sig känd som framstående advokat och rättslärd, innan han - jämförelsevis sent - inträdde på den politiska banan, där han först slöt sig till liberalerna, men snart bildade en moderat mellangrupp. Han blev i december 1902 inrikesminister i den konservativa ministären Silvela, undertryckte som sådan med mycken energi några oroligheter i ett par katalanska städer, men redan i juli 1903 föranleddehans meningsskiljaktigheter med finansministern Villaverde ministärens demission. Sedan Villaverde förgäves sökt sammanhålla en ny ministär, blev Maura i december 1903 konseljpresident. Han lyckades i februari 1904 genomföra en rätt omfattande försvarsreform, förmådde kung Alfons XIII att företa en resa genom Katalonien för att stärka den där boende befolkningens lojalitet och blev själv under samma resa i kungens följe utsatt för ett par attentat, vilka närmast bidrog till att öka hans popularitet. Kort efter att Maura med Frankrike slutit det viktiga fördraget om franska och spanska intressesfärer i Marocko (oktober 1904), nödgade en schism inom ministären honom att avgå (december samma år). Han förde därefter i cortes en verksam opposition mot ett par kortlivade liberala ministärer och blev i januari 1907 ånyo konseljpresident.
Maura upprätthöll med ytterlig stränghet ordningen i det oroliga Katalonien och hade jämsides därmed att bekämpa en envis obstruktion mot det omfattande lagförslag om reformerad kommunalförvaltning, som de närmaste åren upptog större delen av cortes tid. En militär expedition mot rifkabylerna i Marocko sommaren 1909 hotade att framkalla generalstrejk och massmyteri, och Mauras åtgärder för undertryckandet av strejkrörelsen och anarkistiska oroligheter i Barcelonatrakten ådrog honom häftiga beskyllningar för skoningslös grymhet, kulminerande efter avrättningen av den för delaktighet i anarkistiska stämplingar efter en partisk rättegång dömde skriftställaren Ferrer (i oktober samma år). Till följd av det starka intrycket på cortes av den harm Ferrers avrättning framkallat hos den radikala intelligentian inom och utom Spanien nödgades Maura (21 oktober) vika för en liberal ministär. Han reorganiserade därefter det konservativa partiet och återvann en stor del av sitt genom ovan omtalade händelser rubbade parlamentariska inflytande. Maura var under Första världskriget kraftigt verksam för bibehållandet av Spaniens neutralitet. Han stod mars-november 1918 i spetsen för en koalitionsministär av konservativa och liberaler, blev i april 1919 ånyo konseljpresident, men nödgades avgå redan i juli samma år till följd av en brytning med högerns moderata flygel under Dato. Då de militära motgångarna i Marocko sommaren 1921 vållat ministären Allendesalazars fall, blev Maura i augusti 1921 för femte gången konseljpresident, men då hans koalitionsministär inte lyckades bringa det kostsamma kriget mot rifstammarna till ett lyckligt slut, måste den avgå, i mars 1922.

## Utmärkelser
- Kommendör med stora korset av Vasaorden, 1904.[1]